# Безуглый, Олег Викторович
Олег Викторович Безуглый (14 января 1969, Одесса, Украинская ССР) — украинский футболист, игрок в мини-футбол. Заслуженный мастер спорта Украины.

## Биография
Воспитанник одесской СДЮШОР «Черноморец». В 1994 году перешёл в мини-футбол и в своем первом же мини-футбольном сезоне выиграл малые золотые медали первой лиги первенства Украины в составе одесского «Эвербака». В одесский «Локомотив» перешёл в апреле 1995 года. В составе железнодорожников стал трёхкратным чемпионом Украины и дважды выиграл Кубок страны.
После развала «Локомотива» перешёл в киевский «Интеркас», в составе которого дважды выиграл чемпионат Украины и один раз — Кубок.
В донецком «Шахтёре» Безуглый дважды выиграл чемпионат Украины и один раз — Кубок.
В сезоне 2008—2009 вернулся в Одессу, в качестве играющего тренера возглавив «Маррион», однако из-за финансовых трудностей, не позволивших одесситам продолжить выступления в чемпионате страны, был вынужден вернуться в Донецк, где до «Марриона» играл за «Сапар» и помог ему завоевать титул сильнейшей команды первой лиги. До середины 2012 г. был играющим тренером ИТК. В сезоне-2012/2013 главный тренер «Кортеса», выступавшим в премьер-лиге г. Донецка.
C 2013 года главный тренер МФК «Деливери», выступающего в Высшей лиге Донецка. С 2014 года команда переехала в Одессу, где заняла 1-е место в Высшей лиге чемпионата города. С 2015 года команда выступает в 1-й лиге чемпионата Украины.
В составе сборной Украины по мини-футболу Безуглый дважды становился серебряным призёром чемпионата Европы по мини-футболу — в 2001 и 2003 году, бронзовым призёром чемпионата мира (в 1996 году), чемпионом мира среди студентов 1998 года и бронзовым призёром чемпионата мира среди студентов 1996 года.

## Достижения
- Чемпион Украины (7): 1995/96, 1996/97, 1997/98, 1998/99, 1999/00, 2001/02, 2002/03
- Обладатель Кубка Украины (4): 1997, 1998, 2000, 2003
- Серебряный призёр Чемпионата Европы (2): 2001, 2003
- Бронзовый призёр Чемпионата мира: 1996
- Чемпион мира среди студентов: 1998
- Бронзовый призёр чемпионата мира среди студентов: 1996
- Обладатель малых бронзовых медалей Турнира Европейских Чемпионов: 1997
- Победитель первенства Украины среди команд первой лиги: 1994/95, 2007/08

## Награды
- Почетный Знак АМФОО
- Лучший игрок чемпионата Украины 1996 года